# 趙斌 (弘治進士)
趙斌（1462年—？年），字時憲，陝西平凉卫官籍直隶凤阳县人。明朝政治人物，弘治己未進士。

## 生平
弘治五年（1492年）壬子科陕西鄉試第十九名舉人，弘治十二年（1499年）己未科進士。授行人司行人，陞監察御史，正德初巡按直隶、河南，歷官十餘年，掌京畿道。正德九年（1514年）正月陞應天府府丞，謫鹽運同知，陞保寧府知府。

## 家族
曾祖趙惠，指挥同知；祖趙维，指挥同知；父趙珣，都指挥佥事。嫡母黄氏，贈淑人；继母吕氏，封淑人；生母龔氏。具庆下。弟趙文（指挥使）、趙武、趙赟、趙𣁦、趙㪱。